# Rob de Nijs
Robert (Rob) de Nijs (Amsterdam, 26 december 1942 – Bennekom, 16 maart 2025) was een Nederlands zanger en acteur. Zijn muzikale loopbaan leverde in Nederland een reeks succesvolle nummers op, waaronder Ritme van de regen (1963), Malle Babbe (1975) en Banger Hart (1996), zijn enige nummer 1-hit. Zijn albums, zoals Met je ogen dicht (1980), bereikten de top van de Album Top 100 en verkochten meer dan 100.000 exemplaren. Voor zijn verdiensten voor de Nederlandse muziek werd De Nijs in 2000 benoemd tot ridder in de Orde van de Nederlandse Leeuw. Een jaar later ontving hij de Radio 2 Zendtijd Prijs, een onderscheiding voor artiesten met een blijvende betekenis voor de Nederlandse radio.

## Biografie

### Jonge jaren
De Nijs werd geboren als zoon van een rijschoolhouder. Toen hij zes jaar was, ging hij vanwege zijn astmatische bronchitis naar de openluchtschool in het Amsterdamse Oosterpark. Toen hij acht jaar was, kreeg hij zijn eerste accordeonles.
Via de directeur Bob Bouber, van de cabaretschool waar De Nijs op zat, leerde hij in mei 1960 de muzikanten Jan de Hont, Hans de Hont, Roel Vredeveld en Henny van Pinxteren kennen die met hun band The Apron Strings op zoek waren naar een zanger. De band werd omgedoopt tot Robby and The Apron Strings. Al snel speelde de groep in het voorprogramma van Peter Kraus in de Doelenzaal. Vervolgens kwam Bert de Nijs, de broer van Rob, als extra gitarist bij de band. Op 15 oktober 1960 behaalden ze de eerste plaats op een talentenjacht van Polydor. In 1962 ging de band uit elkaar.

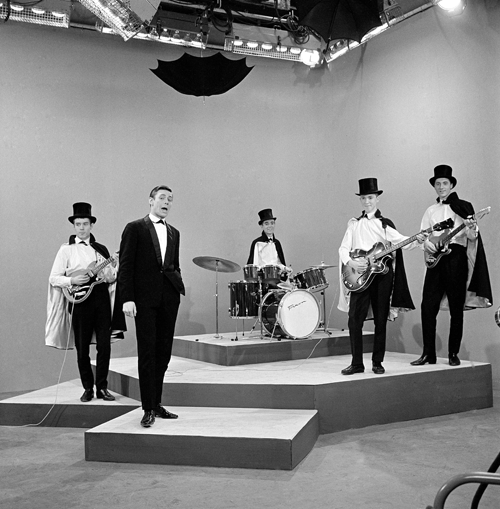
Rob de Nijs en de Lords zingen Ritme van de regen in het AVRO-programma Rooster in 1963

Rob en zijn broer Bert begonnen samen Rob de Nijs en de Lords. De Nijs won in 1962 op negentienjarige leeftijd een talentenjacht met deze band. De eerste prijs was een platencontract. De eerste twee singles (De liefste die ik ken en Jenny) flopten, maar het nummer Ritme van de regen uit 1963 werd een grote hit, waarvan in totaal bijna 100.000 exemplaren verkocht werden. In 1963 deed hij mee aan het songfestival van Knokke.
In juni 1963 werd de eerste Rob de Nijs en de Lords-fanclub opgericht. In 1964 verscheen zijn eerste soloplaat Dit is Rob de Nijs. De Nijs ontving voor dit album een eerste Edison.
In 1964 en 1965 was Rob de leading man in een serie televisieprogramma's voor de VARA: TV-magazine. Hierin werd hij behalve door de Lords, bijgestaan door Trea Dobbs, Ria Valk en Marijke Merckens. In november 1965 gingen De Nijs en de Lords uit elkaar. Hij ging werken bij Circus Boltini. De Nijs begon in 1968 te werken in een tweetal clubs van zijn toenmalige schoonvader Jan Hesseling aan de Lievevrouwestraat in Bergen op Zoom.
Eind 1969 kreeg hij een rol in Oebele als Bello Billy Biggelaar. Dat leverde hem in 1971 de rol van Bertram Bierenbroodspot op in de KRO-televisieserie Kunt u mij de weg naar Hamelen vertellen, mijnheer?. Deze serie liep van begin 1972 tot halverwege 1976.

### Doorbraak
In 1970 deed hij mee aan de musical Salvation en kwam hij in contact met Lennaert Nijgh. Nijgh besloot een aantal nummers voor De Nijs te schrijven, samen met Boudewijn de Groot, om zo zijn carrière weer op gang te brengen.
In mei 1973 kwam de eerste vrucht van deze samenwerking, Jan Klaassen de trompetter, in de hitparade, in september gevolgd door Dag zuster Ursula. Er volgden bescheidener successen met Mirella en Hé speelman. Hierna kwam zijn waarschijnlijk bekendste hit uit: Malle Babbe, die De Groot ook zelf regelmatig zou gaan zingen. Na de albums In de uren van de middag en Kijken hoe het morgen wordt, beide eveneens door De Groot geproduceerd, beëindigden de twee hun samenwerking. Nijgh bleef betrokken als tekstschrijver.
In het tv-seizoen 1974-1975 kreeg hij een eigen tv-programma, NL Tippers, waarin diverse Nederlandse artiesten hun lied ten gehore brachten. Het was te zien bij de TROS. In 1980 presenteerde hij voor de KRO-televisie het popprogramma Popcorn.

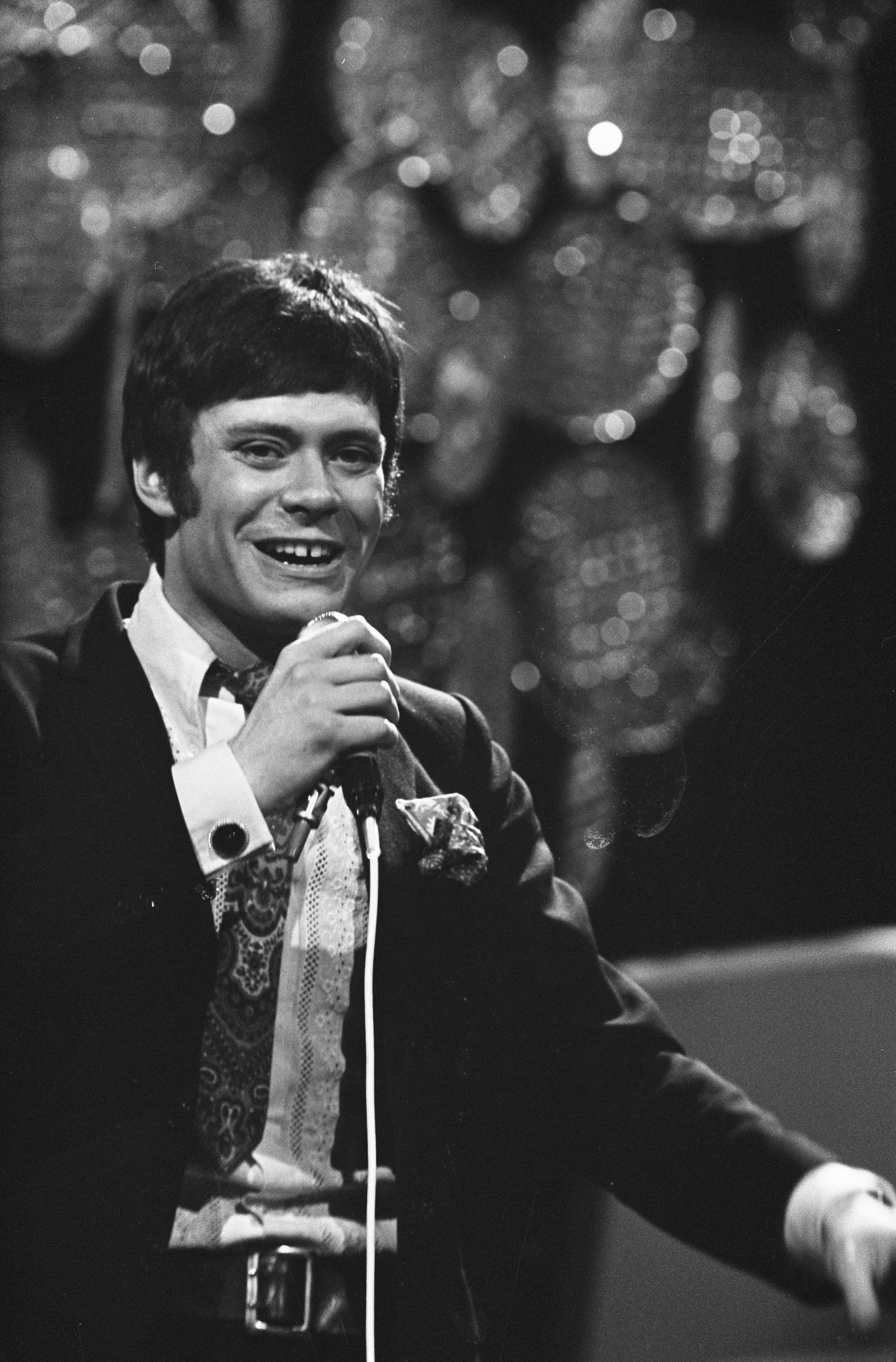
Rob de Nijs tijdens het Nationaal Songfestival 1969

 In 1976 werd hij door het NIPO uitgeroepen tot populairste zanger van Nederland. In 1977 kreeg hij zijn eigen special bij de VARA. In 1980 werd hij door de Hitkrant uitgeroepen tot populairste Nederlandse zanger. In dat jaar stond het album Met je ogen dicht bovenaan in de Album Top 100.
In 1980 leerde De Nijs Belinda Meuldijk kennen. Zij schreef vanaf het album De regen voorbij (1981) veel van de teksten voor De Nijs. In 1983 ontving Belinda Meuldijk voor het lied L.A.T. de Conamusprijs voor beste Nederlandse lied van dat jaar.
In 1982 vierde De Nijs zijn 20-jarig artiestenjubileum met een concert in Muziekcentrum Vredenburg. De registratie van dat concert werd onder de naam Springlevend uitgebracht op LP. De Nijs startte aansluitend als een van de eerste Nederlandse zangers een theatertournee.
In 1985 scoorde hij zijn grootste hit tot dan toe. Het vredeslied Alles wat ademt, geschreven door Gerard Stellaard, Nijgh en Meuldijk, steeg tijdens de kersttijd naar de tweede plaats. De zin laat alles wat ademt in vrede bestaan komt uit Psalm 150 vers 6. In 1996 scoorde hij zijn eerste en enige nummer 1-hit met Banger hart, dat vijf weken op de toppositie in de Mega Top 50 stond. In 2000 werd De Nijs koninklijk onderscheiden als ridder in de Orde van de Nederlandse Leeuw.

### Succes en onderscheidingen
In 2001 werd De Nijs onderscheiden met de Radio 2 Zendtijdprijs. Deze prijs werd toegekend door Conamus en Radio 2 aan een uitvoerend artiest die van blijvende betekenis is voor de Nederlandse radio. Diverse artiesten, onder wie Boudewijn de Groot, Hans Vermeulen, Frédérique Spigt en Skik brachten live een eerbetoon aan De Nijs door een van zijn nummers te vertolken. In het najaar van 2001 deed De Nijs, als speciale gast, mee aan een serie optredens van Night of the Proms, in Nederland, waar hij zijn toen laatste hit Banger Hart vertolkte en ook de klassieker Malle Babbe.
In mei 2007 nam hij met Julien Clerc voor zijn nieuwe album Chansons diens This Melody op in een dubbelhertaling van Jan Rot. De release van het album met enkel Franse liedjes werd diverse keren uitgesteld vanwege perikelen tussen Meuldijk en De Nijs. Het album lag vanaf 14 maart 2008 in de winkels.
Op 16 maart 2008 gaf De Nijs een jubileumconcert met het Metropole Orkest in een uitverkocht Carré. Het concert werd gegeven vanwege het 45-jarig artiestenjubileum van de zanger en het bereiken van de pensioengerechtigde leeftijd. Tijdens dit concert werd bekend dat er een tulp naar hem vernoemd zou gaan worden. De burgemeester van Anna Paulowna (waar ook Wieringerwaard onder viel) maakte dit bekend. De tulp werd begin mei, tijdens de Bloemendagen in die gemeente, gedoopt.
In 2009 nam De Nijs deel aan het eerste seizoen van het EO-programma De Mattheus Masterclass waarin niet-klassiek geschoolde artiesten een deel van Bachs Matthäuspassion uitvoerden in de Sint-Vituskerk in Hilversum. In datzelfde jaar was De Nijs ook gastartiest tijdens de concerten van De Toppers in de Amsterdam ArenA. Op 13 juli 2009 was De Nijs de eregast bij De Toppers in Concert 2009.
In 2010 verscheen het album Eindelijk vrij. Deze cd werd in Louisiana met lokale studiomusici opgenomen en is geproduceerd door Daniël Lohues. Eindelijk vrij bevat composities en teksten van onder anderen Lohues, Huub van der Lubbe, Joost Nuissl en A.J. Croce (die toevallig in dezelfde studio aanwezig was en ook op het album meespeelt). In de videoclip Nog steeds geen rock & roll is De Nijs te zien als Elvis Presley.
De Nijs kreeg in december 2012 als eerste artiest een eigen portret in Carré, geschilderd door Dora Carpentier. Op 13 januari 2013 vierde De Nijs zijn zeventigste verjaardag met een groot concert in Carré. Behalve De Nijs zelf waren er optredens van muzikale vrienden zoals Spinvis, Jan Rot, Henk Hofstede, Loeki Knol en Wieteke van Dort.
Begin 2013 was De Nijs te zien in het vijfde seizoen van het programma De beste zangers van Nederland. Naast De Nijs deden Simone Kleinsma, Tim Douwsma, Angela Groothuizen, Raffaëla Paton, Charly Luske en Bastiaan Ragas mee aan het programma. De Nijs zong voornamelijk Engelstalige nummers van Elvis Presley (Always on my mind, Can't help falling in love) en The Beatles (Lady Madonna, Something).
In 2014 kwam De Nijs met een nieuw album genaamd Nieuwe Ruimte. Het album bevat veel covers en daarnaast een aantal originele stukken. Opmerkelijk is dat voor het eerst sinds 1975 Boudewijn de Groot een nieuw lied leverde. Ook Belinda Meuldijk schreef, voor het eerst sinds hun scheiding, drie stukken voor het album. In 2017 volgde het album Niet voor het laatst met bijdragen van onder andere Spinvis, Daniël Lohues, Frederique Spigt en Paskal Jakobsen. In december 2018 ging de documentaire Niet Voor Het Laatst in première, waarin regisseur Leon Verdonschot het leven en werk van De Nijs portretteerde.

### Ziekte en afscheid
Tot en met 2019 bleef de zanger actief en trok hij met zijn jubileumshow volle zalen. Eind augustus 2019 viel hij tijdens een optreden in Naaldwijk plotseling van het podium. Op 17 september liet hij weten in het daaropvolgende jaar te zullen stoppen met optredens, omdat bij hem de ziekte van Parkinson was vastgesteld. Hij zou zijn huidige tournee afmaken en in 2020 een afscheidstournee door heel Nederland geven die zou eindigen in Amsterdam, de plek waar het allemaal begon volgens De Nijs zelf. De weg naar het Concertgebouw was te volgen op televisie in zijn eigen documentaire Rob de Nijs - Niet voor het laatst.
Op 13 maart 2020 was hij gast bij De Wereld Draait Door en dus sinds lange tijd weer op tv. Hij zong daar twee liedjes van zijn album Niet voor het laatst met een nog steeds zuivere stem. De titelsong Niet voor het laatst bereikte de nummer 1-positie in de iTunes Top 100. Op 6 november 2020 verscheen het afscheidsalbum 't Is mooi geweest. Het album werd uitgebracht tezamen met een boek. In het programma Op1 zongen Danny Vera en Paskal Jakobsen de nieuwe single Wat als later nu is. In de maand november werd De Nijs geëerd door Omroep MAX als gouden held van de Nederlandse muziek. De 3JS's brachten hun versie van de klassieker Foto van vroeger.

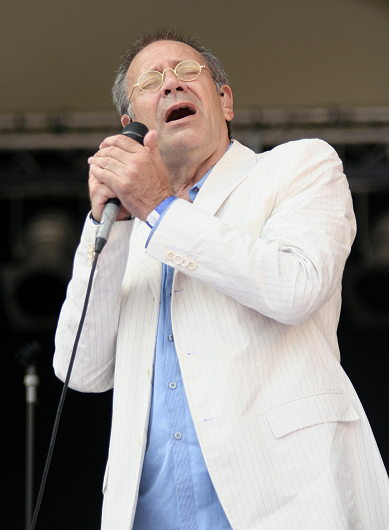
Rob de Nijs tijdens vlaggetjesdag (2008)

Op 21 november 2021 gaf De Nijs een afscheidsconcert voor zijn Belgisch publiek in het Sportpaleis in Antwerpen. De Vlaamse documentairemaker Eric Goens schetste in een tweedelige reportage een intiem portret van De Nijs die er alles aan doet om zijn Belgische fans nog één keer te betoveren. De documentaire was te zien op VRT 1 en in Nederland op Videoland.
Op 22 juni 2022 nam Rob de Nijs in de Amsterdamse Ziggo Dome definitief afscheid van het Nederlandse publiek. Later zond Omroep Max een registratie van dit optreden uit en dat trok 1,2 miljoen kijkers. In oktober 2023 won hij voor zijn afscheidsconcert in Amsterdam de Televizier-Ring Impact. Zijn vrouw Jet nam de prijs in ontvangst, terwijl Rob samen met zijn zoon Robbert de uitreiking op de televisie volgde.
Na zijn afscheid gaf de band Pur Sang – die De Nijs meer dan veertig jaar muzikaal begeleidde – diverse grote concerten in Vlaanderen waarin het repertoire van de zanger centraal stond.
Op 9 februari 2025 ging de musical Malle Babbe in première. De musical vertelt het verhaal over het leven van De Nijs. De rol van De Nijs wordt hierin vertolkt door René van Kooten. Ondanks zijn fysieke beperkingen heeft De Nijs in besloten kring de musical kunnen bewonderen tijdens een van de eerste try-outs.

### Privéleven
Op 30 juli 1968 trouwde De Nijs met Elly Hesseling, de dochter van een clubeigenaar in Bergen op Zoom.
In december 1980 ontmoette De Nijs Belinda Meuldijk die veel teksten voor hem zou gaan schrijven. In juli 1984, na de scheiding van zijn eerste vrouw, trouwde hij met Meuldijk. Met haar kreeg hij twee zoons. Hij nam voor beide zoons een speciaal geschreven nummer op: 'Voor Robbert' (op het album Roman) en 'Yoshi' (op het album Hartslag). Het huwelijk van De Nijs en Meuldijk kreeg veel aandacht van de roddelbladen. De Nijs en Meuldijk gingen in 2006 uit elkaar. Volgens hun advocaat zagen de twee "geen toegevoegde waarde om deze samenlevingsvorm vanuit een huwelijkse staat voort te zetten".
Op 24 juni 2008 trouwde De Nijs met zijn voormalige persoonlijk assistente Henriëtte (Jet) Koetschruiter, die hij voor het eerst had ontmoet tijdens een concert van hem in 1992 in Tiel. Zij huwden in Rozendaal en werden getrouwd door hun goede vriend Bram Peper. Zij kregen in februari 2012 een zoon.

#### Overlijden
De Nijs leed sinds enige jaren aan de ziekte van Parkinson en overleed op 16 maart 2025 op 82-jarige leeftijd in zijn woonplaats Bennekom.
Zijn dood werd een dag later publiek gemaakt. De tv-programmering werd door diverse Nederlandse zenders die dag aangepast. Zo werd er een aflevering van De TV Show herhaald waarin De Nijs centraal staat, werd de tv-documentaire Rob de Nijs - Niet voor het Laatst opnieuw uitgezonden en stonden diverse talkshows uitgebreid stil bij zijn overlijden. NPO Radio 5 zond die middag lang alleen muziek van De Nijs uit. In het daarop volgende weekeinde werd De Nijs' afscheidsconcert op primetime uitgezonden op NPO 1 en BVN.
Belinda Meuldijk, actrice en tekstschrijfster, heeft een laatste nummer geschreven ter nagedachtenis aan haar ex-man Rob de Nijs. Ze introduceerde 24 maart 2025 het nieuwe nummer, "Ooit zal ik een herinnering zijn", dat is gecomponeerd en gezongen door Han Kooreneef.

## Discografie

### Albums
| Album met eventuele hitnotering(en) in de Nederlandse Album Top 100 | Datum van verschijnen | Datum van binnenkomst | Hoogste positie | Aantal weken | Opmerkingen               |
| ------------------------------------------------------------------- | --------------------- | --------------------- | --------------- | ------------ | ------------------------- |
| Dit is Rob de Nijs                                                  | 1964                  | -                     |                 |              | Debuutalbum met The Lords |
| TV-magazine 1965                                                    | 1965                  | -                     |                 |              | met anderen               |
| In de uren van de middag                                            | 1973                  | -                     |                 |              |                           |
| Kijken hoe het morgen wordt                                         | 1975                  | 06-12-1975            | 42              | 2            |                           |
| Tussen zomer en winter                                              | 1977                  | 21-05-1977            | 7               | 21           |                           |
| 15 jaar                                                             | 1978                  | 25-02-1978            | 34              | 6            | Verzamelalbum             |
| Rob de Nijs                                                         | 1978                  | 09-09-1978            | 26              | 11           |                           |
| Met je ogen dicht                                                   | 1980                  | 22-03-1980            | 1(5wk)          | 29           | Platina                   |
| 20 jaar 20 hits                                                     | 1981                  | 14-02-1981            | 30              | 8            | Verzamelalbum             |
| De regen voorbij                                                    | 1981                  | 19-09-1981            | 4               | 22           |                           |
| Springlevend                                                        | 1982                  | 11-12-1982            | 20              | 9            | Livealbum                 |
| Roman                                                               | 1983                  | 24-09-1983            | 7               | 25           | Goud                      |
| Pur sang                                                            | 1985                  | 16-02-1985            | 6               | 30           | Edison                    |
| Rock and romance                                                    | 1986                  | 12-04-1986            | 29              | 11           |                           |
| Vrije val                                                           | 1986                  | 18-10-1986            | 4               | 13           |                           |
| Zilver                                                              | 1987                  | 17-10-1987            | 14              | 15           |                           |
| De reiziger                                                         | 1989                  | 22-04-1989            | 8               | 22           |                           |
| Compleet                                                            | 1989                  | 16-12-1989            | 32              | 11           | Verzamelalbum / Goud      |
| Stranger in your land                                               | 1990                  | -                     |                 |              |                           |
| Hartslag                                                            | 1991                  | 02-11-1991            | 22              | 9            |                           |
| 30 Jaar - Vallen en opstaan                                         | 1992                  | 12-09-1992            | 5               | 25           | Verzamelalbum / Goud      |
| Tussen jou en mij                                                   | 1993                  | 20-11-1993            | 40              | 14           |                           |
| Iets van een wonder                                                 | 1994                  | 26-11-1994            | 17              | 18           | Goud                      |
| De band, de zanger en het meisje                                    | 1996                  | 27-04-1996            | 4               | 50           | 2x Platina                |
| Zo mooi                                                             | 1996                  | -                     |                 |              |                           |
| Over leven (en dansen)                                              | 1997                  | 06-12-1997            | 28              | 10           |                           |
| Ballades                                                            | 1999                  | 13-02-1999            | 2               | 20           | Verzamelalbum / Goud      |
| Tijdloos                                                            | 1999                  | 09-10-1999            | 26              | 8            |                           |
| Engelen uitgezonderd                                                | 2001                  | 10-11-2001            | 32              | 13           |                           |
| 40 Jaar hits - Het allerbeste van                                   | 2002                  | 02-11-2002            | 11              | 26           | Verzamelalbum / Goud      |
| Vanaf vandaag                                                       | 29-11-2004            | 04-12-2004            | 16              | 19           | Goud                      |
| Licht                                                               | 2005                  | 03-12-2005            | 20              | 5            |                           |
| Rob 100 - De mooiste liedjes van Rob de Nijs                        | 2007                  | 29-12-2007            | 17              | 10           | Verzamelbox               |
| Chansons                                                            | 14-03-2008            | 22-03-2008            | 6               | 16           |                           |
| Eindelijk vrij                                                      | 15-10-2010            | 23-10-2010            | 6               | 11           | Goud                      |
| Nestor - Het beste van - Live recordings                            | 25-11-2011            | 03-12-2011            | 55              | 8            | Verzamelalbum / Livealbum |
| Rob - Mijn favoriete liedjes                                        | 2013                  | 23-03-2013            | 26              | 6            | Verzamelalbum             |
| Nieuwe ruimte                                                       | 13-10-2014            | 18-10-2014            | 4               | 12           |                           |
| Niet voor het laatst                                                | 27-10-2017            | 04-11-2017            | 10              | 8            |                           |
| The golden years of Dutch pop music                                 | 16-11-2018            | 24-11-2018            | 83              | 1            | Verzamelalbum             |
| 't Is mooi geweest                                                  | 06-11-2020            | 14-11-2020            | 2               | 14           |                           |

| Album met hitnotering(en) in de Vlaamse Ultratop 200 albums | Datum van verschijnen | Datum van binnenkomst | Hoogste positie | Aantal weken | Opmerkingen              |
| ----------------------------------------------------------- | --------------------- | --------------------- | --------------- | ------------ | ------------------------ |
| Iets van een wonder                                         | 1995                  | 01-04-1995            | 33              | 1            |                          |
| De band, de zanger en het meisje                            | 1996                  | 04-05-1996            | 4               | 45           | Goud                     |
| 30 Jaar - Vallen en opstaan                                 | 1996                  | 21-09-1996            | 47              | 1            | Verzamelalbum            |
| Over leven (en dansen)                                      | 1997                  | 06-12-1997            | 10              | 28           |                          |
| Tijdloos                                                    | 1999                  | 23-10-1999            | 44              | 1            |                          |
| Verzameld - Zijn grootste successen                         | 2000                  | 11-11-2000            | 4               | 25           | Verzamelalbum            |
| Engelen uitgezonderd                                        | 2001                  | 17-11-2001            | 24              | 4            |                          |
| 40 Jaar hits - Het allerbeste van                           | 2002                  | 09-11-2002            | 7               | 15           | Verzamelalbum            |
| Vanaf vandaag                                               | 2004                  | 04-12-2004            | 21              | 11           |                          |
| Licht                                                       | 2005                  | 10-12-2005            | 36              | 6            |                          |
| Chansons                                                    | 2008                  | 29-03-2008            | 27              | 18           |                          |
| Eindelijk vrij                                              | 2010                  | 23-10-2010            | 34              | 6            |                          |
| Nestor - Het beste van - Live recordings                    | 2011                  | 03-12-2011            | 51              | 9            | Verzamelabum / Livealbum |
| Rob 100 - De mooiste liedjes                                | 2012                  | 28-07-2012            | 169             | 2            |                          |
| Rob - Mijn favoriete liedjes                                | 2013                  | 23-03-2013            | 193             | 1            | Verzamelalbum            |
| Nieuwe ruimte                                               | 2014                  | 18-10-2014            | 40              | 16           |                          |
| Niet voor het laatst                                        | 2017                  | 04-11-2017            | 14              | 18           |                          |
| 't Is mooi geweest                                          | 2020                  | 14-11-2020            | 6               | 16           |                          |

### Singles
| Single met eventuele hitnotering(en) in de Nederlandse Top 40 | Datum van verschijnen | Datum van binnenkomst | Hoogste positie | Aantal weken | Opmerkingen                                                                                  |
| ------------------------------------------------------------- | --------------------- | --------------------- | --------------- | ------------ | -------------------------------------------------------------------------------------------- |
| Pré-Top 40                                                    |                       |                       |                 |              |                                                                                              |
| Voor Sonja doe ik alles                                       | 1963                  | 04-1963               | 14              | 3            |                                                                                              |
| Ritme van de regen                                            | 1963                  | 07-06-1963            | 4               | 5            | Nr. 4 in de Single Top 100                                                                   |
| How do you do it?                                             | 1963                  | 07-1963               | 29              | 2            |                                                                                              |
| Stil verdriet / Trees                                         | 1963                  | 04-10-1963            | 8               | 1            | Nr. 8 in de Single Top 100                                                                   |
| Hé mama                                                       | 1963                  | 12-1963               | 12              | 1            |                                                                                              |
| Loop naar de maan                                             | 1964                  | 02-05-1964            | 36              | 3            |                                                                                              |
| Troela troelala                                               | 1964                  | 03-10-1964            | 24              | 2            |                                                                                              |
| He Rob, he Trea                                               | 1964                  | 29-04-1965            |                 |              | met Trea Dobbs                                                                               |
| Top 40                                                        |                       |                       |                 |              |                                                                                              |
| Anna Paulowna                                                 | 1966                  | 03-12-1966            | 35              | 4            |                                                                                              |
| Jan Klaassen de Trompetter                                    | 1973                  | 12-05-1973            | 30              | 4            |                                                                                              |
| Dag zuster Ursula                                             | 1973                  | 22-09-1973            | 3               | 12           | Nr. 4 in de Hilversum 3 Top 30                                                               |
| Hé speelman                                                   | 1974                  | 09-03-1974            | tip6            | -            |                                                                                              |
| Mirella                                                       | 1974                  | 24-08-1974            | 26              | 6            | Nr. 25 in de Nationale Hitparade                                                             |
| Malle Babbe                                                   | 1975                  | 11-01-1975            | 8               | 8            | Nr. 9 in de Nationale Hitparade                                                              |
| Onweer                                                        | 1975                  | 20-12-1975            | tip15           | -            |                                                                                              |
| Zet een kaars voor je raam                                    | 1976                  | 03-04-1976            | 13              | 6            | Nr. 11 in de Nationale Hitparade                                                             |
| Ik laat je vrij                                               | 1976                  | 16-10-1976            | tip8            | -            |                                                                                              |
| Bier is bitter                                                | 1977                  | 08-01-1977            | tip12           | -            |                                                                                              |
| Het werd zomer                                                | 1977                  | 02-07-1977            | 10              | 8            | Nr. 8 in de Nationale Hitparade                                                              |
| De pieper                                                     | 1978                  | 14-10-1978            | tip6            | -            |                                                                                              |
| Gisterenavond                                                 | 1979                  | 07-04-1979            | tip12           | -            |                                                                                              |
| Zondag                                                        | 1980                  | 31-05-1980            | 25              | 5            | Nr. 29 in de Nationale Hitparade / Nr. 29 in de TROS Top 50                                  |
| Zonder jou                                                    | 1981                  | 31-01-1981            | 35              | 3            | Nr. 36 in de Nationale Hitparade / Nr. 34 in de TROS Top 50                                  |
| Dat is alles                                                  | 1981                  | 17-10-1981            | 25              | 5            | Nr. 34 in de Nationale Hitparade / Nr. 30 in de TROS Top 50 Veronica Alarmschijf Hilversum 3 |
| Hou me vast (want ik val)                                     | 1981                  | 28-11-1981            | tip16           | -            | Nr. 41 in de Nationale Hitparade / Nr. 42 in de TROS Top 50                                  |
| Ik wil je                                                     | 1982                  | 21-08-1982            | tip3            | -            | Nr. 31 in de Nationale Hitparade / Nr. 42 in de TROS Top 50                                  |
| Ik geloof in jou                                              | 1983                  | 15-10-1983            | tip16           | -            |                                                                                              |
| Bo                                                            | 1983                  | 17-12-1983            | tip8            | -            | Nr. 40 in de Nationale Hitparade                                                             |
| 'n Beetje meer                                                | 1984                  | 12-05-1984            | tip3            | -            | Nr. 47 in de Nationale Hitparade                                                             |
| Weerzien                                                      | 1985                  | 02-02-1985            | tip18           | -            | met Bonnie St. Claire                                                                        |
| Johnny soldaat                                                | 1985                  | 02-03-1985            | tip12           | -            | Nr. 45 in de Nationale Hitparade                                                             |
| Zeg maar niets                                                | 1985                  | 13-07-1985            | tip11           | -            |                                                                                              |
| Alles wat ademt                                               | 1985                  | 30-11-1985            | 2               | 11           | Nr. 2 in de Nationale Hitparade                                                              |
| That's nice                                                   | 1986                  | 10-05-1986            | tip20           | -            |                                                                                              |
| Ontmoeting                                                    | 1986                  | 15-11-1986            | 27              | 4            | Nr. 33 in de Nationale Hitparade                                                             |
| Open einde                                                    | 1987                  | -                     |                 |              | Nr. 82 in de Nationale Hitparade                                                             |
| Vrije val                                                     | 1987                  | -                     |                 |              | Nr. 72 in de Nationale Hitparade Top 100                                                     |
| 't Is nooit te laat                                           | 1987                  | 24-10-1987            | tip15           | -            | Nr. 40 in de Nationale Hitparade Top 100                                                     |
| Het Land van Maas en Waal                                     | 1988                  | 13-02-1988            | tip21           | -            | Nr. 61 in de Nationale Hitparade Top 100                                                     |
| Duet (Ik hou alleen van jou)                                  | 1989                  | 06-05-1989            | 24              | 5            | met Martine / Nr. 19 in de Nationale Hitparade Top 100                                       |
| Rendez-vous                                                   | 1989                  | 15-07-1989            | tip19           | -            | Nr. 60 in de Nationale Hitparade Top 100                                                     |
| Toerist in paradijs                                           | 1989                  | 21-10-1989            | tip18           | -            | Nr. 74 in de Nationale Hitparade Top 100                                                     |
| Girls for sale                                                | 1990                  | 22-09-1990            | tip19           | -            |                                                                                              |
| Huis in de zon                                                | 1991                  | 07-09-1991            | tip5            | -            | Nr. 37 in de Nationale Top 100                                                               |
| De wereld                                                     | 1992                  | 05-09-1992            | tip5            | -            | met Patricia Paay / Nr. 28 in de Nationale Top 100                                           |
| Natte kerst / Iets van een wonder                             | 1994                  | 24-12-1994            | 33              | 3            | Nr. 35 in de Mega Top 50                                                                     |
| De donder rolt                                                | 1996                  | 06-04-1996            | tip6            | -            |                                                                                              |
| Banger hart                                                   | 1996                  | 27-07-1996            | 1 (5wk)         | 26           | Goud / Nr. 1 in de Mega Top 50                                                               |
| Lucinde                                                       | 1996                  | 23-11-1996            | tip9            | -            | Nr. 49 in de Mega Top 50                                                                     |
| De tijd staat stil                                            | 1997                  | 15-03-1997            | tip17           | -            | Nr. 69 in de Mega Top 100                                                                    |
| Nu het om haar gaat                                           | 1997                  | 15-11-1997            | tip8            | -            | Nr. 60 in de Mega Top 100                                                                    |
| Geloof me                                                     | 1998                  | 28-02-1998            | tip9            | -            | Nr. 66 in de Mega Top 100                                                                    |
| Blauwe maandag                                                | 1998                  | 01-08-1998            | tip14           | -            | Nr. 77 in de Mega Top 100                                                                    |
| Zo zal het zijn                                               | 1998                  | 26-12-1998            | 23              | 10           | Nr. 26 in de Mega Top 100                                                                    |
| De laatste zomer van de eeuw                                  | 1999                  | 14-08-1999            | tip19           | -            | Nr. 59 in de Mega Top 100                                                                    |
| Hollandse liefde                                              | 2000                  | -                     |                 |              | Nr. 90 in de Mega Top 100                                                                    |
| Abeer                                                         | 2002                  | -                     |                 |              | Nr. 95 in de Mega Top 100                                                                    |
| Naomi                                                         | 2002                  | -                     |                 |              | Nr. 95 in de Mega Top 100                                                                    |
| Deze zee                                                      | 2004                  | 26-06-2004            | tip2            | -            | Nr. 18 in de B2B Single Top 100                                                              |
| Inch allah                                                    | 2005                  | -                     |                 |              | Nr. 99 in de B2B Single Top 100                                                              |
| Arme ziel                                                     | 2005                  | -                     |                 |              | Nr. 24 in de B2B Single Top 100                                                              |
| Winter wonderland                                             | 2005                  | -                     |                 |              | Nr. 91 in de B2B Single Top 100                                                              |
| Één melodie (This Melody)                                     | 2007                  | -                     |                 |              | met Julien Clerc / Nr. 88 in de B2B Single Top 100                                           |
| Wieringerwaard (Les lacs du connemara)                        | 2008                  | -                     |                 |              | Nr. 80 in de B2B Single Top 100                                                              |

| Single met hitnotering(en) in de Vlaamse Ultratop 50 | Datum van verschijnen | Datum van binnenkomst | Hoogste positie | Aantal weken | Opmerkingen                                  |
| ---------------------------------------------------- | --------------------- | --------------------- | --------------- | ------------ | -------------------------------------------- |
| Dag zuster Ursula                                    | 1973                  | 03-11-1973            | 21              | 6            | Nr. 20 in de Radio 2 Top 30                  |
| Het werd zomer                                       | 1977                  | 16-07-1977            | 5               | 11           | Nr. 7 in de Radio 2 Top 30                   |
| Zondag                                               | 1980                  | 21-06-1980            | 18              | 2            | Nr. 22 in de Radio 2 Top 30                  |
| Zonder jou                                           | 1981                  | 07-02-1981            | 39              | 2            |                                              |
| Dat is alles                                         | 1981                  | 21-11-1981            | 31              | 1            |                                              |
| Hou me vast (want ik val)                            | 1981                  | 26-12-1981            | 25              | 6            |                                              |
| Bo                                                   | 1983                  | 21-01-1984            | 19              | 5            | Nr. 18 in de Radio 2 Top 30                  |
| Alles wat ademt                                      | 1985                  | 21-12-1985            | 4               | 10           | Nr. 5 in de Radio 2 Top 30                   |
| Duet (Ik hou alleen van jou)                         | 1989                  | 03-06-1989            | 35              | 2            | met Martine                                  |
| Iets van een wonder                                  | 1994                  | 31-12-1994            | 35              | 7            |                                              |
| On my own                                            | 1995                  | 18-11-1995            | 50              | 1            | met Demis Roussos                            |
| Banger hart                                          | 1996                  | 20-07-1996            | 1 (2wk)         | 30           | Nr. 1 in de Radio 2 Top 30 / Goud            |
| Lucinde                                              | 1996                  | 07-12-1996            | 39              | 6            |                                              |
| Geloof me                                            | 1998                  | 04-04-1998            | 45              | 2            |                                              |
| Blauwe maandag                                       | 1998                  | 08-08-1998            | tip15           | -            |                                              |
| De laatste zomer van de eeuw                         | 1999                  | 14-08-1999            | tip8            | -            |                                              |
| Deze zee                                             | 2004                  | 31-07-2004            | tip12           | -            |                                              |
| Inch Allah                                           | 2005                  | 08-01-2005            | tip17           | -            |                                              |
| Arme ziel                                            | 2005                  | 23-07-2005            | tip2            | -            | Nr. 29 in de Radio 2 Top 30                  |
| De achterdeur                                        | 2008                  | -                     |                 |              | Nr. 20 in de Radio 2 Top 30                  |
| Nieuwe ruimte                                        | 2014                  | 25-10-2014            | tip40           | -            |                                              |
| Banger hart (versie 2015)                            | 2015                  | 19-09-2015            | tip86           | -            | Robert Abigail remix                         |
| De wereld draait door                                | 2017                  | 15-07-2017            | tip13           | -            | met Lissa Lewis / Nr. 9 in de Vlaamse Top 50 |
| Morgen kom je terug                                  | 2017                  | 28-10-2017            | tip27           | -            |                                              |
| De wereld op zijn duim                               | 2018                  | 27-01-2018            | tip29           | -            |                                              |

### NPO Radio 2 Top 2000
| Nummers met noteringen in de NPO Radio 2 Top 2000 | '99  | '00  | '01  | '02  | '03  | '04  | '05  | '06  | '07  | '08  | '09  | '10  | '11  | '12  | '13  | '14  | '15  | '16  | '17  | '18  | '19  | '20  | '21  | '22  | '23  | '24  |
| ------------------------------------------------- | ---- | ---- | ---- | ---- | ---- | ---- | ---- | ---- | ---- | ---- | ---- | ---- | ---- | ---- | ---- | ---- | ---- | ---- | ---- | ---- | ---- | ---- | ---- | ---- | ---- | ---- |
| Alles wat ademt                                   | 724  | 1053 | 608  | 1020 | 1197 | 1016 | 965  | 971  | 1032 | 997  | 1395 | 1429 | 1576 | 1782 | 1792 | 1924 | -    | -    | -    | -    | -    | -    | -    | 1746 | 1255 | 1337 |
| Banger hart                                       | 482  | 368  | 265  | 401  | 386  | 432  | 407  | 436  | 526  | 426  | 711  | 895  | 870  | 967  | 1122 | 1129 | 1347 | 1403 | 1506 | 1453 | 1116 | 658  | 688  | 659  | 633  | 579  |
| Dag zuster Ursula                                 | 1764 | 1763 | 1424 | 1809 | -    | -    | -    | -    | -    | -    | -    | -    | -    | -    | -    | -    | -    | -    | -    | -    | -    | -    | -    | -    | -    | -    |
| Foto van vroeger                                  | 693  | 404  | 312  | 327  | 324  | 438  | 452  | 279  | 340  | 336  | 529  | 418  | 523  | 756  | 667  | 698  | 812  | 926  | 835  | 1173 | 865  | 308  | 463  | 508  | 435  | 429  |
| Het werd zomer                                    | 401  | 436  | 215  | 376  | 428  | 371  | 324  | 311  | 531  | 365  | 479  | 522  | 567  | 741  | 680  | 690  | 899  | 861  | 804  | 1008 | 766  | 394  | 426  | 514  | 447  | 546  |
| Jan Klaassen de trompetter                        | -    | 993  | 874  | 1176 | 1427 | 1286 | 1296 | 1323 | 1869 | 1407 | 1889 | 1732 | 1712 | 1939 | 1988 | -    | -    | -    | -    | -    | -    | -    | -    | -    | -    | -    |
| Malle Babbe                                       | 542  | 406  | 451  | 619  | 743  | 635  | 672  | 731  | 1167 | 742  | 903  | 1044 | 1125 | 1559 | 1386 | 1427 | 1760 | 1601 | 1571 | 1609 | 1297 | 753  | 869  | 882  | 857  | 889  |
| Niet voor het laatst                              | ×    | ×    | ×    | ×    | ×    | ×    | ×    | ×    | ×    | ×    | ×    | ×    | ×    | ×    | ×    | ×    | ×    | ×    | -    | -    | -    | -    | 1482 | 1837 | 1405 | 1407 |
| Open einde                                        | 876  | -    | 500  | 693  | 800  | 773  | 779  | 764  | 1068 | 806  | 1183 | 1184 | 1361 | 1743 | 1623 | 1437 | 1962 | -    | -    | -    | -    | -    | -    | -    | -    | -    |
| Ritme van de regen                                | 1037 | 1287 | 1074 | 1608 | 1166 | 1612 | 1481 | 1429 | 1798 | 1505 | -    | -    | -    | -    | -    | -    | -    | -    | -    | -    | -    | -    | -    | -    | -    | -    |
| Zet een kaars voor je raam                        | -    | 1812 | 1184 | -    | -    | -    | -    | -    | -    | -    | -    | -    | -    | -    | -    | -    | -    | -    | -    | -    | -    | -    | -    | -    | -    | -    |
| Zondag                                            | -    | 1538 | 899  | 1698 | 1520 | -    | -    | -    | -    | -    | -    | -    | -    | -    | -    | -    | -    | -    | -    | -    | -    | 1996 | 1968 | -    | -    | 1889 |

1. ↑  Een '-' betekent dat het nummer niet was genoteerd, een '×' betekent dat het nummer nog niet was uitgebracht en een vetgedrukt getal geeft de hoogste notering van een nummer aan.

### Dvd
| Dvd's met hitnoteringen in de DVD Top 30 | Datum van verschijnen' | Datum van binnenkomst | Hoogste positie | Aantal weken | Opmerkingen              |
| ---------------------------------------- | ---------------------- | --------------------- | --------------- | ------------ | ------------------------ |
| Heel - Live in Carré                     | 2008                   | 22-11-2008            | 7               | 7            | met Het Metropole Orkest |

## Boeken
- Tussen Jou En Mij  (2003), liedteksten van de hits die bekroond zijn met een Gouden Harp
- Rob de Nijs, de geautoriseerde biografie (2007), geschreven door Robert Haagsma
- 'T is mooi geweest (2020), geschreven door Robert Haagsma

## Eerbetoon
Op 14 februari 2025 verscheen het nummer 'Jij Kent Mij', een eerbetoon van zanger Morris aan zijn muzikale held Rob de Nijs. Het lied werd geschreven door Maurice Pahladsingh en Jessica Hoogenboom en geproduceerd door Holger Schwedt.

## Onderscheidingen
- In 2000 werd De Nijs benoemd tot ridder in de Orde van de Nederlandse Leeuw.
- Een jaar later ontving hij de Radio 2 Zendtijd Prijs, een onderscheiding voor artiesten met een blijvende betekenis voor de Nederlandse radio.
- Rob de Nijs heeft vele gouden en platina platen gekregen gedurende zijn carrière. Zijn succesvolste album is Met je ogen dicht, dat dubbel platina werd. Zijn laatste gouden plaat ontving De Nijs voor het afscheidsalbum 't Is mooi geweest.
- Rob de Nijs ontving tijdens zijn carrière zes Edisons. De eerste kreeg hij al in 1964 voor zijn debuutalbum Dit is Rob de Nijs. In 2001 ontving hij een Edison voor zijn volledige oeuvre. Belinda Meuldijk ontving dat jaar een Gouden Harp voor de teksten die zij schreef voor De Nijs. De Nijs ontving de Gouden Harp zelf al in 1982. In 2021 won hij met zijn afscheidsalbum zijn zesde Edison.
- In 2013 werd de TrosKompas Oeuvre Award aan hem toegekend.
- Op 20 november 2016 ontving De Nijs in Theater Amsterdam de NPO Radio 5 Oeuvre Award 2016.[13]
- Op 17 juni 2022 kreeg hij de Cultuurprijs van de gemeente Ede uitgereikt.[14]
- Op 12 oktober 2023 won het afscheidsconcert van De Nijs tijdens de Gouden Televizier-Ring Gala in de categorie Impact.[15]

- Biblioteca Nacional de España: XX5828996
- Gemeinsame Normdatei: 134187423
- International Standard Name Identifier: 0000 0003 7190 8297
- Library of Congress Control Number: nb2003075712
- MusicBrainz: 0bf7fb68-f8c1-495b-8d33-dfd8d12cd695
- Nederlandse Thesaurus van Auteursnamen: 073242160
- Virtual International Authority File: 25815241
- WorldCat: E39PBJvCJRjFHK7GxG3KPPQwmd